# Малышева, Ирина Валентиновна
Ири́на Валенти́новна Ма́лышева (род. 15 февраля 1961, Москва, СССР) — советская и российская актриса театра и кино.

## Биография
Родилась в семье сотрудника конструкторского бюро А. Н. Туполева и певицы. Окончила московскую английскую спецшколу № 40 (ныне № 1250). В 1975 году дебютировала в кино в роли Сони Загремухиной в фильме Сергея Соловьёва «Сто дней после детства». В 1982 году окончила Высшее театральное училище имени Б. В. Щукина. Работала в Московском драматическом театре имени А. С. Пушкина (1981—2000), Театре Луны.

## Фильмография
| Год       |    | Название                                      | Роль                                       |
| --------- | -- | --------------------------------------------- | ------------------------------------------ |
| 1975      | ф  | Сто дней после детства                        | Соня Загремухина                           |
| 1975      | ф  | Факт биографии                                | Ира                                        |
| 1976      | ф  | Меня ждут на земле                            | Лена, дочь Сан Саныча                      |
| 1976      | ф  | Туфли с золотыми пряжками                     | царевна Марьюшка                           |
| 1976      | ф  | Принцесса на горошине                         | «добрая» принцесса                         |
| 1977      | ф  | Портрет с дождём                              | Лена                                       |
| 1977      | ф  | Хочу быть министром                           | Аля Турчинова                              |
| 1978      | ф  | Мятежная баррикада                            | Зоя                                        |
| 1978      | ф  | Поговорим, брат…                              | Вера                                       |
| 1980      | ф  | Возьму твою боль                              | Валя Батрак, дочь Ивана                    |
| 1980      | ф  | Коней на переправе не меняют                  | дочь Мячкиных                              |
| 1980      | ф  | Всадник на золотом коне                       | Ай                                         |
| 1981      | ф  | Было у отца три сына                          | Светлана                                   |
| 1982      | ф  | Солнечный ветер                               | Зина                                       |
| 1983      | ф  | Карастояновы                                  | Лилия Карастоянова / Георгица Карастоянова |
| 1983      | ф  | Я тебя никогда не забуду                      | Полина Иванова                             |
| 1984      | тф | Мёртвые души                                  | губернаторская дочка                       |
| 1985      | ф  | Багратион                                     | княжна Екатерина Павловна, дочь императора |
| 1985      | ф  | Право любить                                  | Елена Сергеевна                            |
| 1985      | ф  | Сон в руку, или Чемодан                       | Любочка Невинная                           |
| 1985      | ф  | Страховой агент                               | Вероника                                   |
| 1987      | ф  | Серебряные струны                             | Вера Владимировна                          |
| 1987      | ф  | Борис Годунов                                 | Марина Мнишек                              |
| 1989      | ф  | Бывший папа, бывший сын                       | Вера Павловна                              |
| 1990      | ф  | Бабник                                        | девушка на выставке                        |
| 1990      | ф  | Золотая шпага                                 | мама Игоря                                 |
| 1990      | ф  | Потерпевший                                   | Ирина                                      |
| 1991      | ф  | Жажда страсти                                 | вторая горничная                           |
| 1991      | ф  | Мой лучший друг — генерал Василий, сын Иосифа | Нинель Шумская                             |
| 1991      | ф  | Очаровательные пришельцы                      | Настя                                      |
| 1991      | ф  | Танго смерти                                  | Майа                                       |
| 1992      | ф  | Женщина с цветами и шампанским                | Лена Вербицкая                             |
| 1992      | ф  | Дорога никуда                                 | Лаура                                      |
| 1992      | ф  | Назад в СССР / Back in the USSR               | стюардесса                                 |
| 1992—1994 | с  | Горячев и другие                              | Ольга, жена Горячева                       |
| 1996      | ф  | Маркиз де Сад / Marquis de Sade               | мадам де Монтре                            |
| 1998      | ф  | Предупредительный удар / Termination Man      | Наташа                                     |
| 2000      | ф  | Два товарища                                  | педагог                                    |
| 2001      | тф | Особый случай                                 | Диана Джексон                              |
| 2002      | с  | Глаза Ольги Корж                              | Имя персонажа не указано                   |
| 2003      | ф  | Северный сфинкс                               | Мария Нарышкина                            |
| 2004      | ф  | Не забывай                                    | Шура Кречетова                             |
| 2005      | с  | Я не вернусь                                  | Тамара Ивановна                            |
| 2006—2007 | с  | Иван Подушкин. Джентльмен сыска               | Кока                                       |
| 2010      | с  | Наш домашний магазин                          | бизнес-леди                                |